# 慶雲 (日本)
慶雲（704年五月初十—708年正月十一）是飛鳥時代文武天皇、元明天皇的年號。

## 改元
- 大宝四年五月初十（704年6月16日）：改元庆云
- 庆云五年正月十一（708年2月7日）：改元和铜。

## 出典
- 《文选》卷二十六《在怀县作二首》：
  - “朝想庆云兴，夕迟白日移”
- 《晋书》卷五十四：
  - “庆云兴以招龙”

## 紀年
| 慶雲 | 元年  | 二年  | 三年  | 四年  | 五年  |
| 公元 | 704年 | 705年 | 706年 | 707年 | 708年 |
| 干支 | 甲辰  | 乙巳  | 丙午  | 丁未  | 戊申  |

## 參看
- 日本年號索引
- 同期存在的其他政权的紀年
  - 長安（701年十月—704年十二月）：武周政权武則天的年号
  - 神龍（705年正月—707年九月）：武周政权武則天和唐朝唐中宗的年号
  - 景龍（707年九月—710年六月）：唐朝唐中宗的年号